# Yume Real
«Yume Real» es el séptimo sencillo lanzado por la cantante japonesa Hayami Kishimoto en noviembre del año 2004, a tan solo un mes después de sacar su sexto sencillo.

## Canciones
1. «Yume Real»
2. «for... You from... Me»
3. «cloudy»
4. «Yume Real» (Instrumental)